# Стремовський Георгій Якович
Гео́ргій Я́кович Стремо́вський (нар. 5 лютого 1944, Нова Каракума, Донецька область) — радянський і український звукорежисер. Член Національної спілки кінематографістів України.

## Життєпис
Народився 5 лютого 1944 року в селі Нова-Каракума Донецької області.
Навчався в Київському політехнічному інституті.
Оформив на студії «Укртелефільм» стрічки: «Чорнобиль: Два кольори часу» (1986), «Червоне вино Перемоги» (1990), «Вікно навпроти» (1991), «НЛО… з 1908 р.» (1991, відео), «Ну ти й відьма...» (1992), «Десять років відчуження» (1996) тощо.
Працює в «Ілюзіон-фільм». Член Національної спілки кінематографістів України.

## Фільмографія

### Звукооператор
- 1972 — «Відкрий себе»
- 1984 — «Украдене щастя» (у співавт.)
- 1986 — «Червоні черевички»
- 1989 — «Гори димлять»
- 2000 — «Світ Любомири» (Інтерньюз-Україна, док. фільм, реж. О. Коваль)

### Звукорежисер[2]
| Рік  | Проєкт                                          | Примітки     |
| ---- | ----------------------------------------------- | ------------ |
| 1987 | Дискжокей                                       |              |
| 1990 | Червоне вино Перемоги                           |              |
| 1991 | Вікно навпроти                                  |              |
| 1991 | НЛО… з 1908 р.                                  |              |
| 1992 | Ну ти й відьма…                                 |              |
| 1992 | Фатальні діаманти                               |              |
| 1996 | Десять років відчуження                         |              |
| 1997 | Приятель небіжчика                              | (у співавт.) |
| 1998 | Іван Миколайчук. Посвята                        |              |
| 2002 | Право на захист                                 | серіал       |
| 2004 | Небо в горошок                                  | серіал       |
| 2005 | Леся+Рома                                       | серіал       |
| 2005 | Сьоме небо                                      | серіал       |
| 2006 | Саквояж зі світлим майбутнім                    | серіал       |
| 2006 | Будинок-фантом у придане Будинок-фантом у посаг | серіал       |
| 2006 | Перше правило королеви                          | серіал       |
| 2007 | Гальмівний шлях                                 | серіал       |
| 2008 | Живі                                            |              |
| 2008 | Ой, матусі…                                     | телефільм    |
| 2008 | Заповіт ночі                                    | серіал       |
| 2011 | Таємна свобода                                  | фільм        |
| 2012 | Менти. Таємниці великого міста                  | серіал       |
| 2013 | 1+1 удома                                       | телефільм    |
| 2016 | Одного разу в Одесі                             | серіал       |
| 2016 | Танька і Володька                               | серіал       |
| 2017 | Мир вашому дому!                                |              |
| 2020 | Ми є. Ми поруч                                  |              |
| 2020 | Батько рулить                                   | серіал       |